# Zulia (geslacht)
Zulia is een geslacht van halfvleugeligen uit de familie schuimcicaden (Cercopidae). De wetenschappelijke naam van dit geslacht is voor het eerst geldig gepubliceerd in 1949 door Fennah.

## Soorten
Het geslacht Zulia omvat de volgende soorten:
- Zulia pubescens (Fabricius, 1803)
- Zulia birubromaculata (Lallemand, 1927)
- Zulia brunnea (Lallemand, 1927)
- Zulia charon Fennah, 1949
- Zulia laevigata (Lallemand, 1924)
- Zulia metallica (Walker, 1851)
- Zulia monticola (Lallemand, 1927)
- Zulia morosa (Jacobi, 1908)
- Zulia vilior (Fowler, 1897)